# 9e escadre de chasse
Pour les articles homonymes, voir 9e escadre.
La 9e escadre de chasse est une ancienne unité de chasse de l'Armée de l'air française créée le 1er avril 1954 à Lahr et dissoute sur la base de Metz le 1er juillet 1965.

## Escadrons

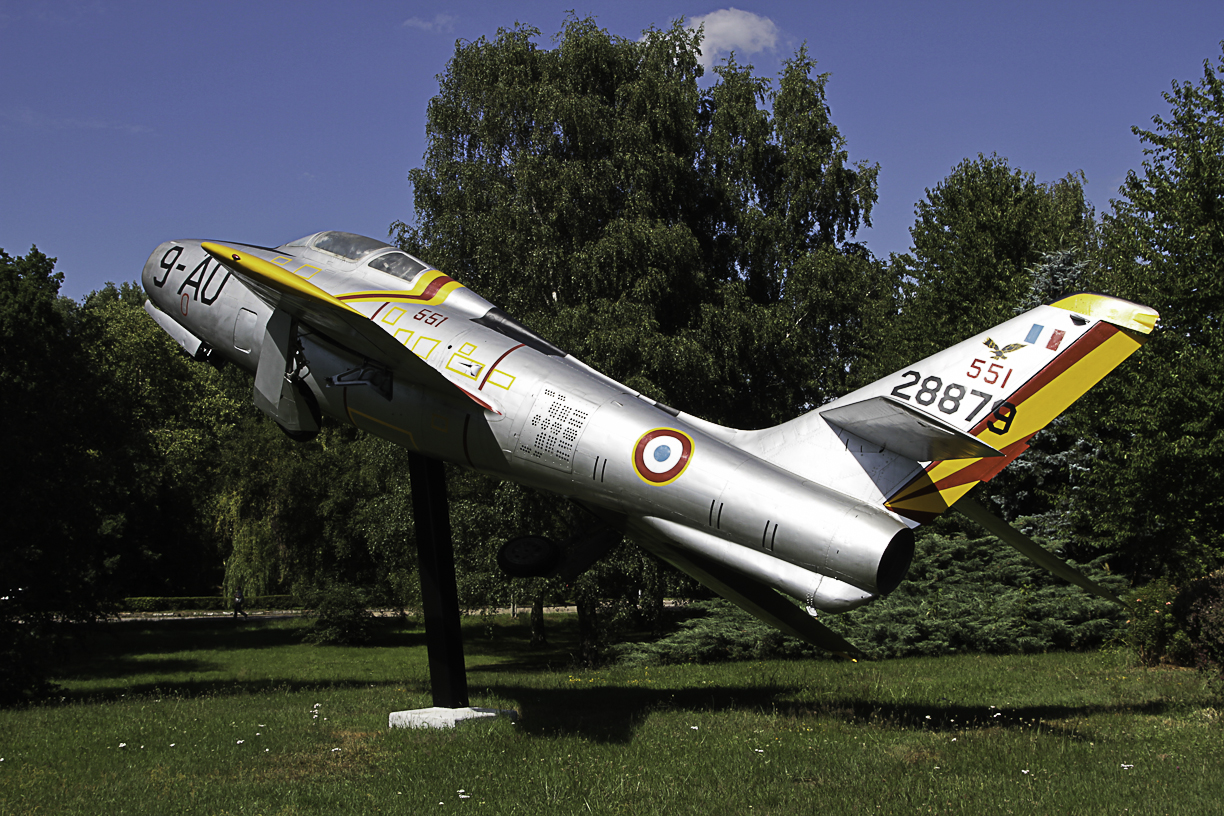
F-84F aux couleurs de l'EC 1/9 Limousin exposé en stèle sur la BA128

L'escadre était constituée de deux escadrons : 
- l'escadron de chasse 1/9 Limousin dont les traditions ont ensuite été reprises par le 4/7 Limousin sur Jaguar puis par le 3/4 Limousin sur Mirage 2000N ;
- l’escadron de chasse 2/9 Auvergne dont les traditions ont été reprises en 1972 par le 3/13 Auvergne à Colmar sur Mirage 5F.

Pendant la guerre d'Algérie, l'escadre parraine les E.A.L.A. suivants :
- EALA 6/70, indicatif "Museau" - Base : Atar - 01/03/1956 au 30/06/1957.
- EALA 7/72 Fennec, indicatif "Museau" - Bases : Atar, Fort Trinquet - 01/07/1957 au 30/11/1959.
- EALA 12/72 Moustique, indicatif "Manille" - Base : Bône - 01/10/1956 au 30/11/1959.
- EALA 3/9 Numidie, indicatif "Museau" - Bases : Télergma, Bône, Guelma - 01/12/1959 au 30/08/1962.

## Bases
- BA139 Lahr (d’avril 1954 à mai 1956)
- BA128 Metz (de mai 1956 à juillet 1965)

## Appareils
- Republic F-84G Thunderjet (d’avril 1954 à juillet 1956) à Lahr et Metz.
- North American T-6G (de juillet 1956 au 1er août 1960), en Algérie.
- North American T-28 Fennec (de 1er décembre 1959 au 30 août 1962), en Algérie.
- Republic F-84F Thunderstreak (de juillet 1956 à juillet 1965), à Metz.